# Issinskij rajon
L'Issinskij rajon (in russo Иссинский район?) è un rajon dell'Oblast' di Penza, nella Russia europea. Istituito nel 1928, il suo capoluogo è Issa.